# Lista najstarszych ludzi w Niemczech
Na poniższej liście znajduje się 54 najstarszych ludzi w historii Niemiec. Wiek 25 osób z tej listy (1 mężczyzny i 24 kobiet) został zweryfikowany przez Gerontology Research Group. Natomiast 29 osób (1 mężczyzny i 28 kobiet) wiek jest jeszcze badany więc są wyłączeni z numeracji. Najstarszym człowiekiem w historii Niemiec, była Augusta Holtz (1871–1986), która żyła 115 lat i 79 dni. Najstarszym człowiekiem w Niemczech, który nie wyemigrował była Josefine Ollman (1908–2022), która żyła 113 lat i 247 dni. (żyć miał dłużej jedynie Gustav Gerneth, którego jednak wiek jest wątpliwy (1905–2019), 114 lat 6/7 dni, jeśi wiek Gernetha zostałby zweryfikowany, zostałby on najstarszym mężczyzną w historii Niemiec.) Najstarszym potwierdzonym przez GRG mężczyzną był Hermann Dörnemann (1893–2005), który żył 111 lat i 279 dni.

## 25 najstarszych Niemców
Legenda
     osoba żyjąca (wiek zweryfikowany)
     Osoba żyjąca/zmarła (wiek badany)
     osoba zmarła (wiek zweryfikowany)
| Miejsce | Imię i nazwisko              | Płeć | Data urodzenia       | Data śmierci                         | Wiek                | Miejsce urodzenia               | Miejsce śmierci               |
| ------- | ---------------------------- | ---- | -------------------- | ------------------------------------ | ------------------- | ------------------------------- | ----------------------------- |
| 1       | Augusta Holtz                | K    | 3 sierpnia 1871      | 21 października 1986                 | 115 lat 79 dni      | Prusy, Prowincja Poznańska      | Stany Zjednoczone             |
| 2       | Charlotte Benkner            | K    | 16 listopada 1889    | 14 maja 2004                         | 114 lat 180 dni     | Saksonia                        | Stany Zjednoczone             |
|         | Gustav Gerneth               | M    | 15 października 1905 | 21 października/22 października 2019 | 114 lat 6/7 dni     | Prusy, Pomorze                  | Saksonia-Anhalt               |
| 3       | Josefine Ollmann             | K    | 11 listopada 1908    | 16 lipca 2022                        | 113 lat 247 dni     | Bawaria                         | Szlezwik-Holsztyn             |
| 4       | Luzia Mohrs                  | K    | 23 marca 1904        | 16 października 2017                 | 113 lat 207 dni     | Prusy, Rhineland                | Brazylia                      |
| 5       | Louise Schaaf                | K    | 16 października 1906 | 25 kwietnia 2020                     | 113 lat 192 dni     | Badenia                         | Stany Zjenoczone              |
| 6       | Maria Aulenbacher            | K    | 7 listopada 1909     | 8 lutego 2023                        | 113 lat 93 dni      | Prusy, Hesja-Nassau             | Stany Zjednoczone             |
| 7       | Adelheid Kirschbaum          | K    | 29 września 1883     | 21 grudnia 1996                      | 113 lat 83 dni      | Prusy, Rhineland                | Stany Zjednoczone             |
|         | Mathilde Mange               | K    | 10 sierpnia 1906     | 28 października 2019                 | 113 lat 79 dni      | Prusy, Rhineland                | Nadrenia Północna-Westfalia   |
|         | Anna Cernohorsky             | K    | 13 września 1909     | 18 września 2022                     | 113 lat 5 dni       | Czechy (kraina)                 | Saksonia                      |
| 8       | Maria Laqua                  | K    | 12 lutego 1889       | 9 lutego 2002                        | 112 lat 362 dni     | Prusy, Rhineland                | Nadrenia-Palatynat            |
| 9       | Rosa Rein                    | K    | 24 marca 1897        | 14 lipca 2010                        | 112 lat 327 dni     | Śląsk                           | Szwajcaria                    |
| 10      | Anna Bechler                 | K    | 28 września 1907     | 29 lipca 2020                        | 112 lat 305 dni     | Bawaria                         | Stany Zjednoczone             |
|         | Asta Hasse                   | K    | 25 listopada 1909    | żyje                                 | 115 lat 184 dni     | Prusy, Pomorze                  | Berlin                        |
|         | Rosalia Hasenkampf           | K    | 14 października 1909 | 10 lipca 2002                        | 112 lat 269 dni     | Imperium Rosyjskie              | Nadrenia Północna-Westfalia   |
|         | Charlotte Kretschmann        | K    | 3 grudnia 1909       | 27 sierpnia 2024                     | 114 lat 268 dni     | Śląsk                           | Badenia-Wirtembergia          |
|         | Hilldegard Lange             | K    | 12 stycznia 1907     | ok. 20 września 2019                 | 112 lat ok. 251 dni | Prusy, Prusy Wschodnie          | Nadrenia Północna-Westfalia   |
|         | Lydia Smuda                  | K    | 6 listopada 1906     | 6 czerwca 2019                       | 112 lat 212 dni     | Prusy, Rhineland                | Hamburg                       |
| 11      | Frieda Szwillus              | K    | 30 marca 1902        | 21 września 2014                     | 112 lat 175 dni     | Anhalt                          | Saksonia                      |
| 112     | Marguerite Petit             | K    | 5 lipca 1883         | 21 grudnia 1995                      | 112 lat 171 dni     | Alzacja-Lotaryngia              | Francja                       |
| 13      | Berta Rosenberg              | K    | 5 września 1896      | 28 stycznia 2009                     | 112 lat 145 dni     | Prusy, Hesja-Nassau             | Stany Zjednoczone             |
|         | Martha Rein                  | K    | 17 sierpnia 1874     | 6 stycznia 1987                      | 112 lat 142 dni     | Bawaria                         | Stany Zjednocze               |
| 14      | Gertrude Henze               | K    | 8 grudnia 1901       | 22 kwietnia 2014                     | 112 lat 135 dni     | Prusy, Pomorze                  | Dolna Saksonia                |
|         | Edelgard Huber von Gersdorff | K    | 7 grudnia 1905       | 9 kwietnia 2018                      | 112 lat 123 dni     | Księstwo Reuss (linii młodszej) | Badenia-Wirtembergia          |
|         | Therese Fenners              | K    | 8 marca 1906         | 23 czerwca 2018                      | 112 lat 107 dni     | Prusy, Rhineland                | Nadrenia Północna-Westfalia   |
|         | Elisabeth Tränkner           | K    | 11 sierpnia 1906     | 7 listopada 2018                     | 112 lat 88 dni      | Prusy, Hesja-Nassau             | Badenia-Wirtembergia          |
| 15      | Meta Berndt                  | K    | 9 listopada 1889     | 28 grudnia 2001                      | 112 lat 49 dni      | Prusy, Pomorze                  | Nadrenia Północna-Westfalia   |
| 16      | Johanna Klink                | K    | 17 stycznia 1903     | 20 lutego 2015                       | 112 lat 34 dni      | Prusy, Śląsk                    | Saksonia                      |
|         | Babette Endres               | K    | 1 sierpnia 1910      | 14 stycznia 2023                     | 112 lat 164 dni     | Bawaria                         | Bawaria                       |
| 17      | Irmgard von Stephani         | K    | 20 września 1895     | 5 października 2007                  | 112 lat 15 dni      | Prusy, Hesja-Nassau             | Berlin                        |
| 18      | Katherine Bodenbender        | K    | 19 kwietnia 1905     | 16 kwietnia 2017                     | 111 lat 362 dni     | Prusy, Hesja-Nassau             | Stany Zjednoczone             |
|         | Katharina Hagemeyer          | K    | 4 sierpnia 1908      | 12 lipca 2020                        | 111 lat 343 dni     | Prusy, Westfalia                | Nadrenia Północna-Westfalia   |
|         | Amy Holmes                   | K    | 10 kwietnia 1886     | 1 marca 1998                         | 111 lat 325 dni     | Belgia                          | Nadrenia Północna-Westfalia   |
|         | Adele Rodenstein             | K    | 3 września 1908      | 18 lipca 2020                        | 111 lat 319 dni     | Belgia                          | Nadrenia Północna-Westfalia   |
|         | Ella Neumann                 | K    | 9 października 1906  | 7 sierpnia 2018                      | 111 lat 302 dni     | Badenia-Wirtembergia            | Nadrenia Północna-Westfalia   |
|         | Anna Kupper                  | K    | 29 grudnia 1908      | 16 października 2020                 | 111 lat 294 dni     | Nadrenia Północna-Westfalia     | Nadrenia-Palatynat            |
|         | Elsa Peck                    | K    | 20 kwietnia 1902     | 28 stycznia 2014                     | 111 lat 283 dni     | Prusy, Hanower                  | Dolna Saksonia                |
| 19      | Lina Zimmer                  | K    | 20 listopada 1892    | 28 kwietnia 2004                     | 111 lat 282 dni     | Wirtembergia                    | Badenia-Wirtembergia          |
| 20      | Hermann Dörnemann            | M    | 27 maja 1893         | 2 marca 2005                         | 111 lat 279 dni     | Prusy, Rhineland                | Nadrenia Północna-Westfalia   |
| 21      | Helen Johnson                | K    | 20 lipca 1896        | 17 kwietnia 2008                     | 111 lat 272 dni     | Prusy, Brandenburgia            | Stany Zjednoczone             |
| 22      | Charlotte Klamroth           | K    | 18 kwietnia 1903     | 16 maja 2015                         | 111 lat 271 dni     | Prusy, Saksonia                 | Nadrenia-Palatynat            |
| 23      | Magdalene Regener            | K    | 5 marca 1891         | 19 listopada 2002                    | 111 lat 259 dni     | Prusy, Hesja-Nassau             | Dolna Saksonia                |
|         | Pauline Raißle               | K    | 16 grudnia 1905      | 29 sierpnia 2017                     | 111 lat 256 dni     | Badenia-Wirtembergia            | Badenia-Wirtembergia          |
|         | Gertrud Grutza               | K    | 19 grudnia 1908      | 15 sierpnia 2020                     | 111 lat 240 dni     | ?                               | Dolna Saksonia                |
| 24      | Catherine Trompeter          | K    | 26 marca 1895        | 18 listopada 2006                    | 111 lat 237 dni     | Alzacja-Lotaryngia              | Francja                       |
|         | Margot Petzold               | K    | 14 stycznia 1911     | żyje                                 | 114 lat 134 dni     | ?                               | Turyngia                      |
|         | Erna Brosig                  | K    | 15 stycznia 1911     | żyje                                 | 114 lat 133 dni     | Prusy, Śląsk                    | Dolna Saksonia                |
|         | Ottilie Schwarz              | K    | 7 czerwca 1910       | 1 stycznia/6 czerwca 2022            | 111 lat 208+ dni    | ?                               | Bawaria                       |
| 25      | Elisabeth Heck               | K    | 11 lipca 1893        | 3 lipca 2005                         | 111 lat 207 dni     | Badenia                         | Hesja                         |
|         | Else Ronsch                  | K    | 17 marca 1904        | 5 października 2015                  | 111 lat 202 dni     | Prusy, Pomorze                  | Meklemburgia-Pomorze Przednie |
| 26      | Paula Baumgartner            | K    | 16 sierpnia 1881     | 24 lutego 1993                       | 111 lat 192 dni     | Prusy, Westfalia                | Badenia-Witemburgia           |
|         | Adele Ziegenhagel            | K    | 12 lipca 1906        | 10 stycznia 2018                     | 111 lat 182 dni     | ?                               | Nadrenia-Palatynat            |
| 27      | Margarete Ottmann            | K    | 23 lutego 1903       | 17 sierpnia 2014                     | 111 lat 175 dni     | Prusy, Śląsk                    | Bawaria                       |